# 艾德溫·迪亞茲
艾德溫·奧蘭多·迪亞茲·拉波伊（西班牙語：Edwin Orlando Díaz Laboy，1994年3月22日—），為波多黎各出生的的棒球運動員，守備位置為投手，2019年起效力於美國職棒大聯盟紐約大都會。他先前在2016年至2018年效力西雅圖水手。

## 職業生涯

### 西雅圖水手
2016年6月4日，迪亞茲登上大聯盟。6月28日到7月6日，迪亞茲完成連續11個出局數都以三振拿下的成就，打破大聯盟紀錄。7月19日到22日，迪亞茲連續投出8次三振，當時在美聯僅次於道格·費斯特的連續9次三振紀錄。
2016年8月1日，迪亞茲取代Steve Cishek成為新任終結者。他僅以25.1局就拿下50次三振，是大聯盟123年來第一人。
2018年，迪亞茲首度入選明星賽。他在上半季就拿下36次救援成功，防禦率2.25，前者刷新水手上半季隊史紀錄。雖然他在明星賽救援失敗，但最後仍拿下勝投。他在4月、6月-8月都拿下美聯單月最佳救援投手獎。8月10日，迪亞茲拿下44次救援成功，成為波多黎各籍的單季歷史救援王。
8月12日以前，水手在領先一分的情況派出迪亞茲關門，戰績是完美的26勝0敗。在這段期間迪亞茲拿下24次救援成功，防禦率0.68。當時水手在四連戰橫掃太空人，迪亞茲也成為隊史首位在單一系列賽連續拿下4次救援成功的投手。
迪亞茲在這年一度連續拿下27次救援成功，這段期間的防禦率更是只有0.39。8月25日，迪亞茲成為大聯盟史上最年輕達成單季50次救援成功的投手，也是水手隊史第一人。
最後迪亞茲拿下美聯年度最佳救援投手，整季他拿下美聯最多的57次救援成功，防禦率1.96。57次救援成功也追平Bobby Thigpen，在大聯盟並列歷史第二高。

### 紐約大都會
2018年12月3日，水手將迪亞茲、羅賓森·坎諾和20萬美元現金交易到大都會，換來傑·布魯斯、Jarred Kelenic、Anthony Swarzak、Gerson Bautista和Justin Dunn。他在開幕戰就拿下該季第一次救援成功。
2019年上半季，迪亞茲平均每9局被敲安支數比起前一年多了一倍，他的ERA+也從前一年的210掉到只剩74。9月26日，迪亞茲在第9局被敲出單季挨的第15轟，刷新大聯盟投手在第9局被開轟的次數紀錄。整季他拿下26次救援成功，防禦率高達5.59。
2020年，迪亞茲拿下6次救援成功，防禦率1.75。2022年4月29日，他投出一場接力無安打比賽。7月10日，他第二次入選明星賽。他在上半季拿下20次救援成功，防禦率1.69。8月13日，他成為史上第三年輕拿下生涯200次救援成功的投手。
2024年6月23日，迪亞茲登板投球前，被裁判檢查到手上塗有外部物質，當場遭驅逐。大聯盟判處其次日起禁賽10場處分。

## 國際賽
2017年，迪亞茲代表波多黎各參加世界棒球經典賽。3月22日冠軍戰對戰美國隊以終結者身分上場，最後幫助波多黎各拿下銀牌。他在四強賽面對荷蘭曾在延長賽登板，最後拿下勝投。
2023年，迪亞茲再度代表波多黎各參加世界棒球經典賽，3月15日與多明尼加隊的D組預賽中，以終結者身分登板三振三名打者，為球隊贏得比賽。但賽後與隊友在場上慶祝時，突然坐倒在地，之後坐輪椅離場前往醫院治療，經診斷為右膝髕骨韌帶斷裂，已經進行手術修復，復健期推估8個月。

## 個人生活
迪亞茲只要在休賽季就會回到波多黎各納瓜波陪他的家人。迪亞茲還為他家鄉的孩子們成立棒球訓練班，羅賓森·坎諾和馬丁·馬唐納多都曾參加過。
他的弟弟亞歷克西斯·迪亞斯（Alexis Díaz）也是一名棒球選手，目前效力於辛辛那提紅人。2022年5月17日，兩兄弟都在這天拿下救援成功，為史上第三對完成此舉的兄弟檔。

## 軼事
- Edwin Diaz在登場時的配樂，是Timmy Trumpet的Narco。

## 參看
- 美國職棒大聯盟救援成功排行榜
- 美國職棒大聯盟救援王

## 外部連結
- 球員資訊和成績在MLB ，ESPN ，Retrosheet ，Baseball Reference ，Baseball Reference (Minors) ，Fangraphs ，The Baseball Cube （英文）
- 艾德溫·迪亞茲在台灣棒球維基館上的頁面（繁體中文）
- 艾德溫·迪亞茲的X（前Twitter）